# Mitschurino (Kaliningrad)
Mitschurino (russisch Мичурино, deutsch Lasdinehlen, 1938 bis 1945 Sommerswalde, litauisch Lazdynėliai) ist eine Siedlung in der russischen Oblast Kaliningrad. Sie gehört zur kommunalen Selbstverwaltungseinheit Munizipalkreis Krasnosnamensk im Rajon Krasnosnamensk.

## Geographische Lage
Mitschurino liegt an der Regionalstraße 27A-026 (ex R511) sieben Kilometer südöstlich der Rajonstadt Krasnosnamensk (Lasdehnen/Haselberg) und 18 Kilometer nördlich der einstigen Kreisstadt Dobrowolsk (Pillkallen/Schloßberg). Vor 1945 war der Ort Bahnstation an der nicht mehr betriebenen Bahnstrecke Pillkallen–Lasdehnen der Pillkaller Kleinbahn.

## Geschichte

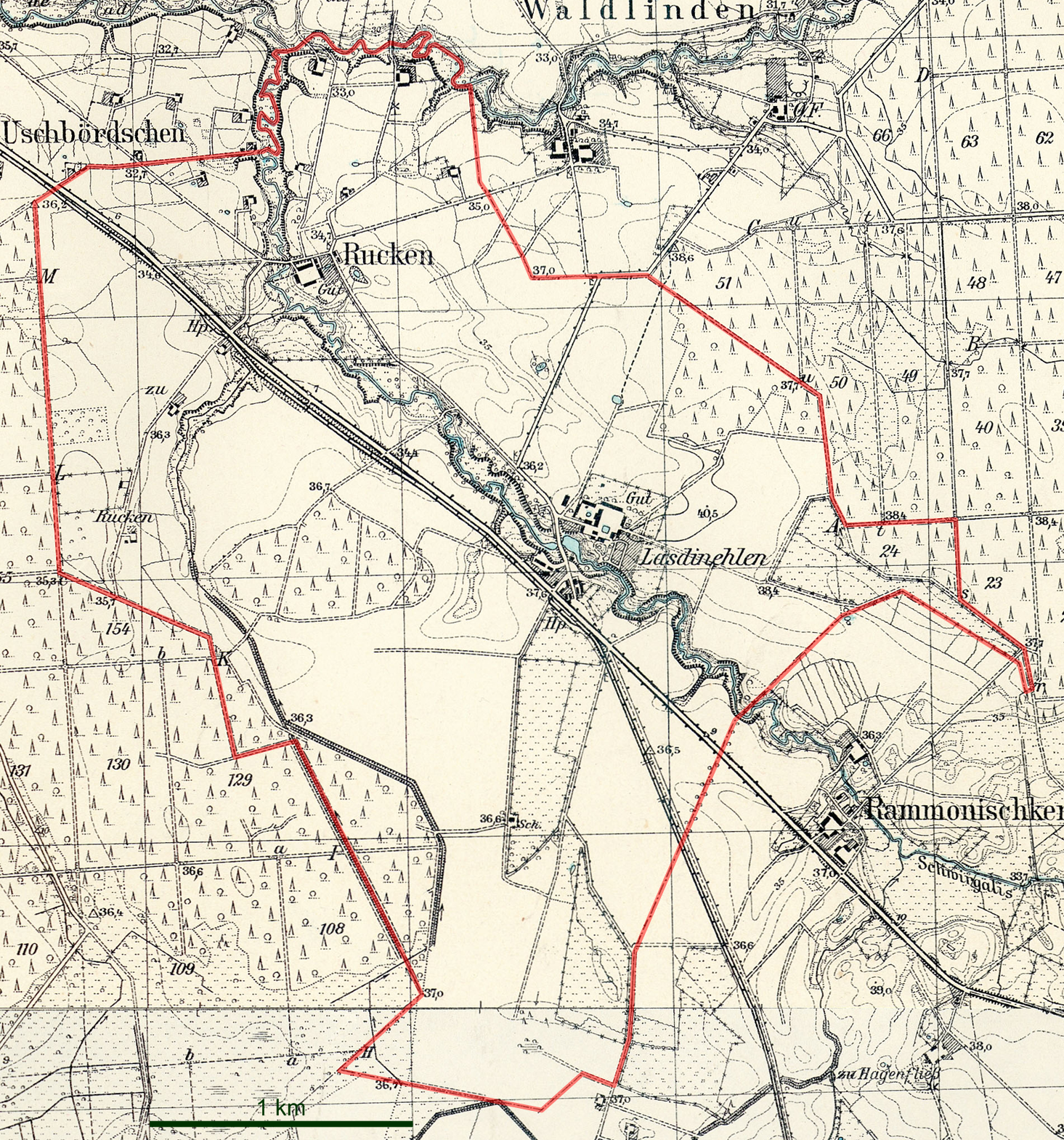
Der Ortsteil Lasdinehlen der Gemeinde Rucken auf einem Messtischblatt von 1936

Das Gutsdorf Lasdinehlen wurde im Jahr 1615 gegründet. Um 1780 wurde Lasdinehlen als kölmisches Gut bezeichnet. Etwa in der Mitte des 19. Jahrhunderts wurde das vormalige Gut Klein Augstutschen als Vorwerk dem Gut Lasdinehlen angeschlossen. 1874 wurde der Gutsbezirk Lasdinehlen in den neu gebildeten Amtsbezirk Alxnupönen im Kreis Pillkallen eingegliedert. 1928 wurde der Gutsbezirk Lasdinehlen mit der Landgemeinde Rucken zur neuen Landgemeinde Lasdinehlen zusammengeschlossen. Diese bekam 1929 aber den Namen Rucken. Das Vorwerk Klein Augstutschen kam allerdings zur Landgemeinde Groß Augstutschen. Der Ortsteil Lasdinehlen wurde 1938 in Sommerswalde umbenannt. 1945 kam er mit der Muttergemeinde in Folge des Zweiten Weltkriegs mit dem nördlichen Ostpreußen zur Sowjetunion.
Im Jahr 1947 wurde der Ort wieder eigenständig nach dem russischen Botaniker Iwan Wladimirowitsch Mitschurin in Mitschurino umbenannt und gleichzeitig Sitz eines Dorfsowjets. Nach Auflösung dieses Dorfsowjets im Jahr 1959 gelangte der Ort in den Pobedinski selski Sowet. Im Ortsverzeichnis der Oblast Kaliningrad von 1976 wurde auch das etwa drei Kilometer südöstlich gelegene ehemalige Forsthaus Augstutschen (1938–1945: Forsthaus Hagenfließ, inzwischen verlassen) mit unter der Ortsbezeichnung Mitschurino geführt. Von 2008 bis 2015 gehörte Mitschurino zur Landgemeinde Dobrowolskoje selskoje posselenije, von 2016 bis 2021 zum Stadtkreis Krasnosnamensk und seither zum Munizipalkreis Krasnosnamensk.

### Einwohnerentwicklung
| Jahr | Einwohner | Bemerkungen                                                           |
| ---- | --------- | --------------------------------------------------------------------- |
| 1867 | 243       |                                                                       |
| 1871 | 192       | davon in Klein Augstutschen 34                                        |
| 1885 | 214       | davon in Klein Augstutschen 54                                        |
| 1905 | 149       | davon 23 litauischsprachige, insgesamt davon in Klein Augstutschen 51 |
| 1910 | 160       |                                                                       |
| 1925 | 124       |                                                                       |
| 1984 | ~ 20      |                                                                       |
| 2002 | 52        |                                                                       |
| 2010 | 61        |                                                                       |
| 2021 | 33        |                                                                       |

### Mitschurinski selski Sowet 1947–1959
Der Dorfsowjet Mitschurinski selski Sowet (ru. Мичуринский сельский Совет) wurde im Juni 1947 eingerichtet. Im Jahr 1959 wurde er wieder aufgelöst und seine Orte an die beiden Dorfsowjets Pobedinski selski Sowet und Prawdinski selski Sowet verteilt.
| Ortsname                       | Name bis 1947                                         |
| ------------------------------ | ----------------------------------------------------- |
| Berestowoje (Берестовое)       | Budupönen/Sandhöhe                                    |
| Grusdewo (Груздево)            | Weszkallen/Forsthusen                                 |
| Leskowo (Лесково)              | Rammonischken/Hagenfließ                              |
| Lossewo (Лосево)               | Groß Augstutschen/Rehwalde                            |
| Ostrogoschskoje (Острогожское) | Uszbördszen/Karpfenwinkel                             |
| Paporotnoje (Папоротное)       | Plonszöwen/Waldhufen                                  |
| Prigorki (Пригорки)            | Klein Augstutschen/zu Rehwalde                        |
| Rossoschanskoje (Россошанское) | Rucken                                                |
| Sredneretschje (Среднеречье)   | Groß Darguszen/Tanneck und Klein Darguszen/Grenzheide |
| Wyssokoje (Высокое)            | Alxnupönen/Altsnappen                                 |

## Kirche
Kirchlich war die mehrheitlich evangelische Bevölkerung Lasdinehlens resp. Sommerswaldes vor 1945 zur Kirche Lasdehnen (der Ort hieß zwischen 1938 und 1946: Haselberg, heute russisch: Krasnosnamensk) hin orientiert, in deren Kirchspiel es eingepfarrt war. Damit war es Teil des Kirchenkreises Pillkallen (Schloßberg) in der Kirchenprovinz Ostpreußen der Kirche der Altpreußischen Union. Heute liegt Mitschurino im Einzugsgebiet der neu entstandenen evangelisch-lutherischen Gemeinde in Sabrodino (Lesgewangminnen, 1938 bis 1946 Lesgewangen), die zur Propstei Kaliningrad (Königsberg) der Evangelisch-lutherischen Kirche Europäisches Russland gehört.